# 湯姆的榮耀
《湯姆的榮耀》（英語：Tommy's Honour），2016年上演的運動片，講述蘇格蘭高爾夫球手老湯姆·莫里斯及其兒子小湯姆·莫里斯的故事。

## 演員
- 彼得·穆蘭 飾 老湯姆·莫里斯
- 傑克·洛登 飾 小湯姆·莫里斯
- 奧菲利亞·拉維邦德 飾 梅格·德林嫩（小湯姆·莫里斯的妻子）
- 森·尼爾 飾 亚历山大·布斯比（皇家古老高爾夫俱樂部的隊長）

## 獎項
| 年份 | 獎項             | 类别         | 提名人     | 結果 |
| ---- | ---------------- | ------------ | ---------- | ---- |
| 2016 | 愛丁堡國際電影節 | 最佳英國電影 | 湯姆的榮耀 | 提名 |
| 2016 | 英國學院蘇格蘭獎 | 最佳電影     | 湯姆的榮耀 | 獲獎 |
| 2016 | 英國學院蘇格蘭獎 | 最佳男主角   | 傑克·洛登  | 提名 |